# 螺石太阳虫
螺石太阳虫（学名：Lithelius spiralis）为石太阳虫科石太阳虫属的动物。分布于地中海、大西洋以及中国东海等海域。